# NASCAR Grand National de 1959
A Temporada da NASCAR Grand National de 1959 foi a 11º edição da Nascar, com 44 etapas disputadas o campeão foi Lee Petty.

## Calendário
| N. | Data   | Corridas                   | Circuito                        | Campeão          | Segundo          | Terceiro         |
| 1  | 9-nov  | Race 1                     | Champion Speedway1              | Bob Welborn      | Glen Wood        | Buck Baker       |
| 2  | 20-feb | Daytona 500 Qualifier      | Daytona International Speedway  | Bob Welborn      | Fritz Wilson     | Tom Pistone      |
| 3  | 22-feb | Daytona 500                | Daytona International Speedway  | Lee Petty        | Johnny Beauchamp | Charley Griffith |
| 4  | 1-mrt  | Race 4                     | Occoneechee Speedway            | Curtis Turner    | Tom Pistone      | Bob Welborn      |
| 5  | 8-mrt  | Race 5                     | Concord Speedway2               | Curtis Turner    | Cotton Owens     | Lee Petty        |
| 6  | 22-mrt | Race 6                     | Lakewood Speedway3              | Johnny Beauchamp | Buck Baker       | Tom Pistone      |
| 7  | 29-mrt | Race 7                     | Wilson Speedway4                | Junior Johnson   | Curtis Turner    | Richard Petty    |
| 8  | 30-mrt | Race 8                     | Bowman Gray Stadium             | Jim Reed         | Lee Petty        | Rex White        |
| 9  | 4-apr  | Race 9                     | Columbia Speedway               | Jack Smith       | Ned Jarrett      | Lee Petty        |
| 10 | 5-apr  | Gwyn Staley 160            | North Wilkesboro Speedway       | Lee Petty        | Jack Smith       | Cotton Owens     |
| 11 | 26-apr | Race 11                    | Reading Fairgrounds5            | Junior Johnson   | Speedy Thompson  | Tom Pistone      |
| 12 | 2-mei  | Hickory 250                | Hickory Motor Speedway          | Junior Johnson   | Joe Weatherly    | Lee Petty        |
| 13 | 3-mei  | Virginia 500               | Martinsville Speedway           | Lee Petty        | Johnny Beauchamp | Junior Johnson   |
| 14 | 17-mei | Race 14                    | Trenton Speedway                | Tom Pistone      | Cotton Owens     | Lee Petty        |
| 15 | 22-mei | Race 15                    | Southern States Fairgrounds     | Lee Petty        | Tiny Lund        | Cotton Owens     |
| 16 | 24-mei | Music City 200             | Music City Motorplex            | Rex White        | Junior Johnson   | Tommy Irwin      |
| 17 | 30-mei | Race 17                    | Ascot Stadium6                  | Parnelli Jones   | Lloyd Dane       | Marvin Porter    |
| 18 | 5-jun  | Race 18                    | Piedmont Interstate Fairgrounds | Jack Smith       | Joe Eubanks      | Junior Johnson   |
| 19 | 13-jun | Race 19                    | Greenville-Pickens Speedway     | Junior Johnson   | Roy Tyner        | Lee Petty        |
| 20 | 14-jun | Race 20                    | Lakewood Speedway3              | Lee Petty        | Richard Petty    | Buck Baker       |
| 21 | 18-jun | Race 21                    | Columbia Speedway               | Lee Petty        | Tommy Irwin      | Buck Baker       |
| 22 | 20-jun | Race 22                    | Wilson Speedway4                | Junior Johnson   | Tom Pistone      | Glen Wood        |
| 23 | 21-jun | Richmond 200               | Richmond International Raceway  | Tom Pistone      | Glen Wood        | Buck Baker       |
| 24 | 27-jun | Race 24                    | Bowman Gray Stadium             | Rex White        | Ken Rush         | Bob Welborn      |
| 25 | 28-jun | Race 25                    | Asheville-Weaverville Speedway  | Rex White        | Lee Petty        | Junior Johnson   |
| 26 | 4-jul  | Firecracker 250            | Daytona International Speedway  | Fireball Roberts | Joe Weatherly    | Johnny Allen     |
| 27 | 21-jul | Race 27                    | Heidelberg Raceway7             | Jim Reed         | Rex White        | Lee Petty        |
| 28 | 26-jul | Race 28                    | Southern States Fairgrounds     | Jack Smith       | Bob Welborn      | Buck Baker       |
| 29 | 1-aug  | Race 29                    | Rambi Raceway8                  | Ned Jarrett      | Jim Paschal      | Tommy Irwin      |
| 30 | 2-aug  | Race 30                    | Southern States Fairgrounds     | Ned Jarrett      | Jim Paschal      | Bob Welborn      |
| 31 | 9-aug  | Nashville 300              | Music City Motorplex            | Joe Lee Johnson  | Larry Frank      | Elmo Langley     |
| 32 | 16-aug | Western North Carolina 500 | Asheville-Weaverville Speedway  | Bob Welborn      | Lee Petty        | Jack Smith       |
| 33 | 21-aug | Race 33                    | Bowman Gray Stadium             | Rex White        | Glen Wood        | Lee Petty        |
| 34 | 22-aug | Race 34                    | Greenville-Pickens Speedway     | Buck Baker       | Cotton Owens     | Ned Jarrett      |
| 35 | 29-aug | Race 35                    | Columbia Speedway               | Lee Petty        | Tiny Lund        | Fred Harb        |
| 36 | 7-sep  | Southern 500               | Darlington Raceway              | Jim Reed         | Bob Burdick      | Bobby Johns      |
| 37 | 11-sep | Buddy Shuman 250           | Hickory Motor Speedway          | Lee Petty        | Buck Baker       | Rex White        |
| 38 | 13-sep | Capital City 200           | Richmond International Raceway  | Cotton Owens     | Lee Petty        | Tom Pistone      |
| 39 | 13-sep | Race 39                    | California State Fairgrounds9   | Eddie Gray       | Scotty Cain      | Danny Weinberg   |
| 40 | 20-sep | Race 40                    | Occoneechee Speedway            | Lee Petty        | Cotton Owens     | Richard Petty    |
| 41 | 27-sep | Old Dominion 500           | Martinsville Speedway           | Rex White        | Glen Wood        | Jim Reed         |
| 42 | 11-okt | Race 42                    | Asheville-Weaverville Speedway  | Lee Petty        | Glen Wood        | Jack Smith       |
| 43 | 18-okt | Wilkes 160                 | North Wilkesboro Speedway       | Lee Petty        | Rex White        | Richard Petty    |
| 44 | 25-okt | Lee Kirby 300              | Concord Speedway2               | Jack Smith       | Lee Petty        | Buck Baker       |

## Classificação final
| 1  | Lee Petty       | 11792 |
| 2  | Cotton Owens    | 9962  |
| 3  | Speedy Thompson | 7684  |
| 4  | Herman Beam     | 7396  |
| 5  | Buck Baker      | 7170  |
| 6  | Tom Pistone     | 7050  |
| 7  | L.D. Austin     | 6519  |
| 8  | Jack Smith      | 6150  |
| 9  | Jim Reed        | 5744  |
| 10 | Rex White       | 5526  |